# Gabriel Biel

Wendelin Stambach, Supplementum commentarii, 1574

Gabriel Biel (ur. przed 1410 w Spirze, zm. 29 listopada 1495 w Tybindze) – niemiecki teolog i filozof scholastyczny, jeden z najważniejszych teologów późnego średniowiecza.
Studiował w Heidelbergu i Erfurcie. Był kaznodzieją i wikariuszem w katedrze w Moguncji, a od 1479 roku proboszczem w Urach, a od 1484 roku profesorem teologii. Był też przełożonym wspólnoty Braci Wspólnego Życia w Butzbach.
Gabriel Biel był zwolennikiem filozofii Williama Ockhama (ockhamizmu), choć w swych trzech ostatnich dziełach bliższy był filozofii Dunsa Szkota niż nominalizmowi. Uważał, że wszelka władza kościelna, nawet władza biskupów, pochodzi bezpośrednio lub pośrednio od papieża. Był zwolennikiem działania sakramentów ex opere operantis i ex opere operato. Uważał, że władza odpuszczania grzechów udzielana jest w sakramencie święceń. Soteriologia Biela jest wyraźnie semipelagiańska. Sformułował on koncepcję dwóch przymierzy – przymierza łaski i przymierza sprawiedliwości. Oba te przymierza Bóg zawarł w sposób wolny i niewymuszony, ze względu na swoje miłosierdzie. Według pierwszego przymierza Bóg udziela łaski temu, kto czyni wszystko, co w jego mocy, by wypełniać Bożą wolę. Według drugiego uznaje dobre uczynki pełnione w stanie łaski za zasługujące na usprawiedliwienie. Biel wniósł też istotny wkład w rozwój ekonomii politycznej.

## Dzieła (wybór)
- Lectura super canonem missæ, 1488

Commentarii doctissimi in 4. Sententiarum libros, 1574

- Epitome et collectorium ex Occamo super quattuor libros sententiarum, 1495
- Expositio canonis missæ, 1499
- Sermones, 1499